# Bart Simpson's Escape from Camp Deadly
Bart Simpson's Escape from Camp Deadly è un videogioco a piattaforme 2D per Game Boy, sviluppato dalla Imagineering e pubblicato dalla Acclaim Entertainment nel 1991, mentre in Europa e Giappone il gioco è stato distribuito nel 1993. In Bart Simpson's Escape from Camp Deadly, il giocatore controlla Bart Simpson, protagonista della serie televisiva animata statunitense I Simpson, nel suo tentativo di fuga da un tremendo campeggio estivo. La storia del gioco è simile a quella dell'episodio Kampeggio Krusty.

## Modalità di gioco
Bart e Lisa si apprestano a trascorrere la propria estate ad un campeggio, che però si rivelerà essere una pericolosa trappola escogitata dal nipote di Montgomery Burns Ironfist Burns. Le sue intenzioni sono di assicurarsi che i bambini al campeggio soffrano e si divertano il meno possibile. Nel primo livello del gioco, Bart e gli altri bambini giocano a CtF nella foresta come parte delle attività mattutine del campeggio. Bart, in fuga dai responsabili del campeggio, deve farsi strada fra api inferocite ed altri ostacoli. Il secondo livello si svolge durante il pranzo in caffetteria, dove Bart deve evitare coltelli e forchette lanciate dai responsabili del campeggio.
Il livello successivo prevede un altro gioco CtF, come parte delle attività pomeridiane del campeggio. Durante il gioco, Bart deve evitare i responsabili bulli ed altre trappole. Il quarto livello è identico al secondo, però riguarda la cena e non il pranzo. Alla fine della giornata, Bart e Lisa decidono di fuggire da Camp Deadly, ma il loro piano viene intercettato da Ironfist Burns. Durante la notte, i due fuggono arrampicandosi sulla montagna chiamata Mount Deadly. L'ultimo livello quindi si svolge nella foresta presente sull'altro lato della montagna. Bart scopre che Lisa è stata rapita, e per liberarla deve sconfiggere Ironfist.
Bart Simpson's Escape from Camp Deadly è un videogioco a piattaforme in grafica 2D a scorrimento orizzontale. Può essere giocato da un solo giocatore, che controlla Bart. Il ruolo di Lisa nel gioco è di fornire il fratello dei boomerang da utilizzare contro i vari nemici, mentre la sua arma è la fionda mentre nei livelli in caffetteria può lanciare mele e broccoli.